# تايلس أوف فيسبريا
حكايات فسبريا (اليابانية: テイルズ オブ ヴェスペリア) هي اللعبة العاشرة لسلسلة تايلس. طَوَّرَها استوديو نامكو للحكايات، ونشرتها شركة نامكو بانداي لألعاب الإكس بوكس 360. وأُعلن عنها في 22 ديسمبر 2007 في جامب فيستا. وصدرت في آسيا في 7 أغسطس 2008، بينما صدرت في أمريكا الشمالية في 26 أغسطس 2008. وفي 26 يونيو 2009، ظهرت حكايات فيسبريا في أوروبا لتُصبح ثاني لعبة حكايات تصدر هناك. ويُعد الاسم الخاص بحكايات فيسبريا هو "RPG of Enforcing One's Justice". صمم الشخصية الرئيسية للعبة المُصمم كوسكي فوجيشيما، وأخرجها المُخرج والمُنتج يوشيتو هيجوتشى (الذي أخرج كل من حكايات سيمفونيا وحكايات الهاوية). بينما قامت شركة آي جي بإنتاج أفلام الرسوم المُتحركة. ولحن بوني بينك أغنية اللعبة بعنوان: «اضرب الجرز».
وقد صدرت طبعة خاصة ومحدودة في أمريكا الشمالية داخل غلاف معدني ذو غلاف فريد؛ بالإضافة إلى 22 مقطوعة صوتية. وفي إبريل عام 2009، قيل أنه سيتم إرسال أسطوانة صوتية احتفالاً بالذكرى السنوية العاشرة لمن اشترى الطبعة الخاصة.
وصدرت مُقدمة للعبة في شكل فيلم للرسوم المتحركة بعنوان «حكايات فيسبريا: الضربة الأولى» في 3 أكتوبر 2009. كما صدرت أسطوانة بلاي ستيشن 3 تشمل مواد غير موجودة في النسخة الأصلية إكس بوكس 360 مثل: الشخصية الجديدة باتي فلور  في 17 سبتمبر 2009.

## اللعبة

### نظام المعركة
تستخدم لعبة حكايات فيسبريا نسخة محسنة ومتطورة من نظام لعبة حكايات الهاوية، يُطلق عليه «نظام فليكس الكتطور لمعارك الحركة الطولية». وكما هو الحال مع ألعاب الحكايات السابقة، يُمكن أن تتحرك الشخصيات بحرية في ساحة المعركة لمحاربة أعدائهم في الوقت الحقيقي.
تم إضافة خاصية جديدة للعبة: هي نظام «ربط اللقاء المفاجيء». فإذا كان هناك مجموعات متعددة من الأعداء المُتجولة بالقرب من موقع المعركة قبل أن تبدأ، ستشمل المعركة جميع هؤلاء الأعداء. هذا بالإضافة إلى «اللقاءات المفاجئة». وكما هو الحال في لعبة حكايات الهاوية، يُعيد اللقاء المُفاجيء ترتيب الطرف النشط عندما يشارك في المعركة. كما تستخدم لعبة حكايات فيسبريا خاصية «المهمات السرية»، وهي المهام الخاصة أو التحديات التي يُمكن القيام بها خلال المعارك مقابل مكافآت معينة.
كما أُضيفت خاصية «الحدود الزائدة». وكما هو الحال في لعبة حكايات الهاوية، تتميز هذه الخاصية بمقياس واضح، ولكنها تأتي في شكل شريط يُمكن أن يستخدمه أربعة أطراف من الأعضاء في وقتٍ واحد. كما يمكن أن يستخدمه شخص واحد خلال أربعة مراحل مختلفة للحصول على المزيد من تأثيرات القوة. وهناك أيضاً تقنبة «انفجار آرتس»، وهي ميزة جديدة في شكل هجمات قوية يمكن استخدامها في وضع الحدود الزائدة، أو بعد استخدام السلاح السري أو تغيير اللعنة السحرية. وتزيد مدتها وفقاً للحدود الزائدة، مما يسمح للاعبين بإضافة المزيد من المجموعات. ويمكن للشخصيات القيام بهجمات آرتس الخفية القوية. كما بمكن للشخصيات القيام «بضربات قاتلة»؛ وهي هجمات قادرة على هزيمة الأعداء بضربة واحدة بعد استهلاك كمية معينة من المقياس. ويمكن أيضاً تجميع هذه الهجمات للحصول على درجات أعلى.

### المميزات المتكررة
كما هو الحال في النسخ السابقة، يقوم اللاعب في حكايات فيسبريا بالمشاركة في المعركة لمحاربة عدد من الأعداء مقابل الحصول على جوائز. وفي الساحة، يقوم أحد الشخصيات التي تم اختيارها بمحاربة مائتي وحش. وبعد هزيمة عدد كافٍ من الوحوش، تُصبح المعركة التالية متاحة للاعب. وتشمل اللعبة أربعة متنافسين: داوس، آخر وحوش لعبة حكايات فانتازيا؛ وشيزل من لعبة حكايات إترنيا؛ وبارباتوس من لعبة حكايات القدر 2؛ وكراتوس أوريون من لعبة حكايات سيمفونيا.
وتشمل حكايات فيسبريا أيضاً أزياء خاصة للشخصيات وفقاً للألقاب التي يحصلوا عليها خلال اللعبة. ويُؤثر تجهيز المحارب بالاكسسوارات المختلفة على مظهره. كما تتضمن اللعبة تمثيليات، ومحادثات قصيرة اختيارية تدور حول تطور أحداث القصة. وعلى عكس النسخ الإنجليزية للعبة حكايات سيمفونيا وحكايات الهاوية، يقوم ممثلون إنجليز بأداء التمثيليات.

### نظام المهارات
تُقدم حكايات فيسبريا نظام جديد للمهارات لهذه السلسلة. وهي تُستخدم من خلال أسلحة مُعينة. وعن طريق المعارك القتالية، تحصل الشخصيات على نقاط مهارية. وعند الحصول على نقاط مهارية كافية، تتعلم الشخصيات المهارات. ويُمكن أن تحصل الشخصية على المهارات دون الحاجة إلى السلاح الخاص بتلك المهارة، ولكنها تستخدم عدد مُحدد من نقاط المهارة (SP) التي تكتسبها خلال اللعبة. ومن خلال المهارات، تتمكن الشخصيات من استخدام فنون السحر التي تكتسبها الشخصية عند الحصول على مهارة معينة أو استخدام سلاح محدد. ومن خلال استخدام لعنة سحرية أخرى لمرات كافية، تتعلم الشخصية فنون السحر واستخدامتها دون الحاجة إلى المهارة المكتسبة.

### اللعب عن طريق الإنترنت
لا يمكن التنافس في هذه اللعبة عبر الإنترنت، ولكنها تحتوي على مجموعة كبيرة من الألعاب الصغيرة. كما يمكن تحميل محتويات جديدة للعبة عبر الإنترنت لتُساعد اللاعب على اجتياز المراحل الصعبة.

## القصة

### المكان
تدور أحداث فيسبريا في كوكب تيرسا لوميريس. اعتمد شعب كوكب تيرسا على تكنولوجيا «البلاستيا»؛ وهي نابعة من حضارة عريقة، وتضم مجموعة واسعة من القدرات مثل: توفير المياه، أو تشغيل السفن، أو إقامة الحواجز حول المدن والبلدان الرئيسية لحمايتها من الوحوش. كما يستخدم فرسان الإمبراطور وأعضاء النقابة «البودي بلاستيا» لتعزيز قدراتهم في القتال. تُنتج البلاستيا من مادة تُسمى «آير»، وهي تزيد من قدرة البلاستيا، ولكنها قد تكون مدمرة للبشرية إذا استخدمت بنسبة كبيرة.

### القصة
سُرق الآكوا بلاستيا الأساسي من الربع السفلي لزافياس، مما أدى إلى انقطاع وصول المياه إلى من يعيش في الجزء السفلي. ومن ثم يُحاول يوري ملاحقة السارق، ولكن يُقبض عليه ويُسجن في القلعة. وأثناء هروبه، يلتقي بفتاة صغيرة اسمها إيستيل تبحث عن الصديق المقرب والمنافس: فلين. هذا بالإضافة إلى كلب يوري الوفي: ريبيدي. ترك الثلاثة حاجز زافياس لمُطاردة فلين واللص. ثم تتقابل المجموعة مع كارول - صبي صغير ينضم إليهم للحاق بنقابته «حد الصيد»؛ بالإضافة إلى ريتا، وهي باحثة غريبة الأطوار تهتم بسحر إستل الشافي اهتماماً كبيراً. وفي رحلتهم، يعرف يوري معلومات عن حالة العالم، وفلسفة أعضاء النقابات الذين تخلوا عن جنسيتهم ليتحرروا من حكم الإمبراطورية.
وتمكنت المجموعة بمساعدة رافين (عضو رفيع المستوى في النقابة) وجوديث (امرأة غامضة تتعقب بلاستيا وتدمرها) من وقف مكائد باربوس زعيم الشر، واسترداد الأكوا بلاستيا. ثم يُحَوِّل يوري الأكوا بلاستيا إلى فلين، ويكشف عن نيته لتشكيل نقابة جديدة مع كارول، سميت شجعان فيسبريا فيما بعد.
تكتشف إستل أنها ابنة البدر، وأنهانذير شؤم ودليل على نهاية العالم. وعلى عكس بقية دول العالم التي تحتاج إلى البلاستيا لإعادة استخراج الآير من السحر، يمكن أن تُنتج إستل الآير بنفسها من دون سحر. هذه هي طريقتها في استخدام آرتس الشفاء. ولسوء الحظ، يُعتبر أسلوب التحويل هذا غير مجدِ لأنه يضع ضغوطاً كبيرة على موارد الآير الموجودة في العالم. مما يُهدد بحدوث كارثة تعرف باسم «أديفاجوس»، وهو كائن حي يتغذى على الآير، ويُحول جميع الكائنات الحية على الكوكب إلى آير نقي مرة أخرى. وتعلم المجموعة أيضاً أن ثقافة البلاستيا المفرطة في العالم ستهدد بانخفاض موارد الآير بشكل كبير. وبالتالي، فإن مهمة جوديث هي تدمير البلاستيا التي سببت أكبر ضرر على البيئة.
وفي الوقت نفسه، يُدرك يوري كيف أصبحت قوانين الإمبراطورية عاجزة عن مواجهة فساد مسؤوليها. ومن ثم يقتل اثنين من المسئولين الفاسدين: راجو، أحد المتآمرين مع باربوس؛ والكابتن كيومور، وهو فارس كان يستخدم قوته لارتكاب الفظائع. ولذلك، حدث صراع بينه وبين فلين الذي انضم للفرسان من أجل تغيير النظام من الداخل، وليس الثأر كما يفعل يوري.
يختطف رافين إستل فجأة، ونكتشف أنه الفارس الإمبراطور شوان ألتوريان. وتكتشف المجموعة أن القائد أليكسي هو العقل المُدبِّر لمخططات باربوس بهدف إقامة نسخة طبق الأصل من داين نوموس السيف الأسطوري. وبالتالي، يتمكن من التلاعب بكنز العائلة المالكة الذي سيساعده على الحصول على سلاح قوي يُعرف باسم «مقام زاودي». اضُطر يوري ومجموعته إلى مقاتلة شوان من أجل إنقاذ إستل. حيث ابتزه أليكسي وهدد حياته لمدة عشر سنوات. ويستعيد شوان السيطرة على حياته، ويُضحي بنفسه من أجل إنقاذ فيسبريا من الفخ الذي نصبه أليكسي. ومع ذلك، أنقذ المخلصون شوان. ثم انضم للمجموعة ليُنه حياته السابقة، ويبدأ حياته الجديدة مع شجعان فيسبريا باسم رافين.
سيطر أليكسي على قوى الآير الخاصة بإستيل ونجح في إعادة إحياء زاودي بمساعدة داين نوموس. ثم ينقذ يوري إستيل ويذهب ليلحق بأليكسي وزاودي، حيث ينوى القائد (المُكلَّف بإنقاذ العالم الذي سيقتل نفسه باستخدام البلاستيا بشكل مفرط) استخدام زاودي لإعادة كتابة القوانين الطبيعية للعالم. وعلى الرغم من الجهود الجبارة التي يبذلها شجعان فيسبريا، نجح أليكسي في إحياء زاودي. ويندهش الجميع عندما يتضح أن زاودي ليس سلاحاً، بل حاجز عملاق دمره أليكسي، مما سمح لأديفاجوس بدخول العالم تدريجياً. وانتحر أليكسي بعد أن أدرك أن خطأه قد قضى على العالم.
وبحثت ريتا عن وسيلة لإيقاف أديفاجوس، وتكتشف طريقة لتحويل أباثيا (الذي يقوم بصناعة البلاستيا الأساسية) إلى روح، ومن ثم يمكن تحويل الآير إلى بديل آمن يُسمى مانا، عن طريق تحويل جميع البلاستيا الأساسية في العالم إلى أرواح، واستخدامها لتعزيز السلاح العظيم. حيث قالت أنها تتحلى بما يكفي من القوة لتدمير أديفاجوس. وبعد أن أدركت المجموعة أن مثل هذا العمل سيُغير العالم بأسره، اجتمع شجعان فسبيريا مع قادة الإمبراطورية والنقابات لطلب الإذن بتنفيذ هذا العمل، ومُناقشة السبل الممكنة لكي يحيا العالم بدون البلاستيا: وكان أبرزها جدار بلاستيا الذي يحمي المراكز الرئيسية للسكان من الوحوش.
وخلال هذا الوقت، واجه فلين (الذي تمت ترقيته ليصبح قائد بالنيابة) يوري لتسوية ارتكابه جريمتى قتل، واستعداده للسماح لفلين بالحصول على تكريم مقابل إنجازاته (مثل استرداد الأكوا بلاستيا). ومن ثم اشتبكا بالسيوف والحديث لحل هذه المسائل. ويقول يوري أن فلين هو الزعيم الذي يحتاجه العالم الآن، وأن يوري سعيد بكونه مجرم في الظل ليحقق غايته. يقبل فلين بهذا الاتفاق، ولكنه يُحذر بوري بأنه إذا ما استمر في خرق القانون، فلن يكون أمام فلين خياراً آخر سوى إيقافه؛ ويوافق يوري على ذلك.
يحصل شجعان فيسبريا على موافقة قادة العالم لتنفبذ خطتهم. وللأسف، يتمكن دوك (مُحارب قديم من الحرب العظمى فقد إيمانه في الإنسانية) من إحياء سلاح قديم يدعى تارقارون، ليُضحى بحياة جميع البشر في العالم وتعزيز السلاح وتدمير أديفاجوس. ويواجهه شجعان فيسبريا في معركة قمة تارقارون، ولكن لا يتنازل أحدٌ منهم عن موقفقه. وذلك لأن كل واحد منهم يريد إنقاذ العالم بطريقته الخاصة. ومن ثم يتشاجر دوك وشجعان فيسبريا. ويستطيع يوري إقناع دوك بأن البشرية مستعدة أن تتخلي عن البلاستيا لإنقاذ العالم. وبمساعدة دوك وقوة كل بلاستيا أساسية تحولت إلى روح، يُكون يوري سيفاً عملاقاً يُمكِّنه من شق أديفاجوس إلى اثنين، وتحويله إلى روح.

## الشخصيات

### الأبطال
يوري لويل (ユーリローウェル)
السلاح: السيف والفأس
السلاح الثانوي: القفازات
يقوم بأداء الأصوات: كوسكي توريومي (النسخة اليابانية) وتروي بيكر (النسخة الإنجليزية)
هو البطل الرئيسي للقصة. وُلد يوري وترعرع في الربع السفلى للعاصمة الإمبراطورية، زافياس. وقد كان عضواً سابقاً في فرسان الإمبراطورية. ترك الخدمة بعد ثلاثة أشهر فقط بسبب احتقار الإمبراطور لمواطنيه الفقراء. حيث كان يوري مستعداً لمساعدة المحتاجين، حتى لو كلفه ذلك القيام بأشياء متطرفة. وهو مقاتل خبير قادر على حمل السيف والفأس. كوَّن رابطة شجعان فيسبريا بمساعدة كارول، ثم انضمت إليهم جوديث بعد ذلك.
ريبيدي (ラピード)
السلاح: الخنجر
السلاح الثانوى: الطوق
قام بالأدااء الصوتي: ماكوتو إيشي (النسخة النسخة اليابانية)
ريبيدي هو صديق يوري الوفي. وهو كلب ذكي يتميز بوجود ندبة على جسده، والغليون الذي يحمله كتذكار من سيده السابق. كما أنه يحب الأشخاص الذين يثق بهم، ولكنه يكره أن يقترب منه الغرباء.
إستيليس سيدوس هويراسين (エステリーゼシデスヒュラッセイン)
العمر: 18 عام
الأسلحة: السيف والصولجان
السلاح الثانوى: الدرع
قام بأداء الأصوات: ماي ناكاهارا (النسخة اليابانية) ودانييل جودوفيت  (النسخة الإنجليزية)
باختصار هي الأميرة المُرشحة للعرش الإمبراطوري. قبل أن تُقابل يوري، لم تطأ قدماها خارج العاصمة. وبالتالي، فهي لا تعرف شيئاً عن العالم الخارجي. وبسبب عاطفتها القوية، لم تتوانَ عن مساعدة أي شخص محتاج. وخلال وجودها في القلعة، درَّبها الفرسان جيداً، حتى أصبحت تحمل السيف والدرع بكفاءة عالية. كما أنها قضت وقتاً طويلاً في قراءة الكتب، مما جعلها على دراية واسعة بمجالات متعددة. وبعد سفرها مع يوري، تُقرر مواصلة رحلتها معه هو وفريقه لتعرف المزيد عن العالم.
كارول كابيل (カロルカペル)
الأسلحة: السيوف والفؤوس والمطارق
السلاح الثانوي: الحقائب
قام بأداء الأصوات: كميكو واتانابي (النسخة اليابانية) وجولي آن تايلور (النسخة الإنجليزية)
كارول هو شاب مميز ودنيوي، ولكنه عضو ساذج من أعضاء نقابة الصيادين. يُطارد الوحوش في جميع أنحاء العالم، ويعتقد أن جميع الوحوش أشرار. ولقد وُلد وترعرع في مدينة دانجريست؛ المدينة التي يديرها أعضاء النقابة. التحق كارول بنقابات عديدة، إلا أنه طُرد منها جميعاً لأنه جبان. ثم يُصبح زعيم رابطة شجعان فيسبريا فيما بعد، التي بدأها مع يوري وجوديث.
ريتا مورديو (リタモルディオ)
العمر: 15
السلاح: الملابس والسياط
السلاح الثانوى: الكتب
قام بأداء الأصوات: ريكا موريناجا (النسخة اليابانية) وميشيل راف (النسخة الإنجليزية)
ريتا هي فتاة بارعة وغريبة الأطوار، ولكنها باحثة بلاستيا مغمورة. وُلدت ونشأت في أسبيو، مدينة العُلماء. هي شخصية عصبية تفتقر للتصرف الاجتماعي السليم. حيث أنها قد تستخدم قدرتها السحرية ضد أي شخص يستفزها دون تردد. كما أن لديها مشاعر أخوة تجاه إستلي، وبالتالي تنمو بداخلها مشاعر مشابهة تجاه جوديث.
رافين (レイヴン)
السلاح: الأقواس
الأسلحة الثانوية: السيوف القصيرة
قام بأداء الأصوات: إيجي تاكيموتو (النسخة اليابانية) وجو توماس (النسخة الإنجليزية)
رافين هو عضو خفي من أعضاء المجموعة، ويبدو أنه يعرف أكثر مما يقول. يتقابل مع يوري لأول مرة في سجن القلعة. ويساعده على الهرب من خلال إعطائه مفتاح السجن من بين قضبان الزنزانة. ويسبب رافين كثير من المتاعب للمجموعة، مما يجعل باقي المجموعة يشعرون تجاهه بعدم الارتياح. وهو كثير الشكوى من سنه، وحجم العمل الذي يقوم به، مما جعل المجموعة تُلقبه «بالرجل العجوز». ويبدو أنه من قدامى المحاربين الذين شاركوا في الحرب العظمى التي وقعت قبل بداية القصة بعشر سنوات؛ إلا أنه لا يحب الحديث عن تجاربه.
جوديث (ジュディス)
السلاح: الرماح والعصي
الأسلحة الثانوية: الأحذية
قام بأداء الأصوات: أيا هيساكاوا (النسخة اليابانية) وميغان هولينجشيد (النسخة الإنجليزية)
جوديث هي عضو غامض وناضج وعقلاني في الفريق. وهي عضو في قبيلة كريتيا التي تمتلك معرفة وخبرة بالبلاستيا، تحاول منع استخدامها في الماضي نظراً لمخاطرها. فهي شخصية حاسمة، وثابتة، وبارعة، ومتسرعة، وجريئة. وقد ظهرت في البداية كتنين مجهول ذهب ليدمر البلاستيا، مما أدى إلى وجود مشاعر من الكراهية بينها وبين ريتا. ومع ذلك، أصبحتا صديقتان حميمتان في النهاية بعد أن شرحت جوديث أسباب تصرفاتها.
فلين شيفو (フレンシーフォ)
السلاح: السيوف
الأسلحة الثانوية: الدرع
قام بأداء الأصوات: مامورو ميانو (النسخة اليابانية) وسام ريجل (النسخة الإنجليزية)
فلين هو صديق يوري منذ الطفولة، وصديق إستلي أيضاً. ويلتحق بفرسان الإمبراطورية في نفس الوقت الذي التحق فيه يوري عندما كانوا صغاراً من أجل «إحداث تغيير» في العالم. ولكن على عكس يوري، يتمسك بكونه فارساً ويُواصل الارتقاء حتى يصل إلى مرتبة عالية، ليصبح أصغر كابتن في الفريق. حيث كان يُساعد المجموعة على التعامل مع المشاكل التي تقابلها أثناء رحلاتها. لديه حس بالعدالة مماثل ليوري، ولكن عن طريق وسيلة مختلفة، لأنه يحاول حل المسائل بالسياسة بدلاً من التمرد.
باتي فلور (パティフルール
السلاح: السكاكين
الأسلحة الثانوية: البنادق
قام بأداء الأصوات: تشيوا سايتو (النسخة اليابانية)
باتي هي فتاة شابة من القراصنة تُسافر حول العالم بحثاً عن الرومانسية، والكنز الأسطوري الخاص بالقرصان آيفريد. وعلى الرغم من صغر سنها، فهي تتميز بشخصية امرأة ناضجة. هي قنَّاصة مُتمرِّسة قادرة على استخدام البندقية وحمل السكين. كما تُشبه فئة القراصنة التي ظهرت في حكايات العالم. على الرغم من أنها لم تظهر إلا في نسخة البلاي ستيشن 3، إلا أنها تُعتبر من الشخصيات الهامة في اللعبة..

### الأعداء
زاجي (ザギ)
قام بأداء الأصوات: أكيو سياما (النسخة اليابانية) وروجر كريج سميث (النسخة الإنجليزية)
زاجي هو قاتل يحمل في نفسه الضغينة ضد يوري، حيث يعتقد خطأً في لقائهما الأول أنه فلين. ويرى أن يوري مساوٍ له، لأنَّه أول من جعل زاجي ينزف في معركة (المعركة الثانية). ولقد خاض خمس معارك خلال اللعبة حتى قتله يورى وأصدقائه في معركة برج تارقارون.
أليكسي دينويا (アレクセイディノイア)
قام بأداء الأصوات: جوروتا كوسغي (النسخة اليابانية) ودوغلاس دي سي (النسخة الإنجليزية)
هو العدو الرئيسي في اللعبة. كما أنه قائد فرسان الإمبراطورية. ومع ذلك، يستغل الظروف سراً طوال أحداث القصة لخدمة أغراضه الخاصة. كما أنه لم يظهر كثيراً في أحداث القصة. ويرغب أيضاَ في السيطرة على العرش الإمبراطوري والهيمنة على العالم، ولكن تهدد تصرفاته العالم بأسره. ثم ينتحر أليكسي بعد الإفراج عن أديفاجوس (نهاية العالم) في زاودي، حيث يكتشف أخطائه متأخراً.
ييغر (ألتر إيجو ريجاي) (イエガー)
قام بالأداء الصوتي: ميتسو إيواتا (النسخة اليابانية) وسبايك سبنسر (النسخة الإنجليزية)
ييغر هو زعيم نقابة مخالب التنين الغامض، ويتمتع باستخدامه للمنجل الذي يتغير ليصبح قوساً. ويتبنى طفلتين: جاوتشي ودروات اللتان تتبعان أوامره دون نقاش. ونكتشف مؤخراً أنه يعمل لحساب أليكسي. كما أنه يمتلك قلب البلاستيا مثل رافين. ويساعد الفريق أحياناً لتحقيق أغراض شخصية. وفي النهاية، يقاتلهم في معركة زاودي ويُقتل. وفي النسخة اليابانية، كان يتحدث بالإنجليزية في بعض الأحيان، بينما كان يتميز باللهجة الألمانية في النسخة الإنجليزية.
دوك بانتاري (デュークパンタレイ)
قام بأداء الأصوات: ريكيا كوياما (النسخة اليابانية) وجاميسون برايس (النسخة الإنجليزية)
دوك هو بطل غامض كان يحارب من أجل بقاء البشرية مع ملك إنتلكسيا القديم، إلوسيفار في الحرب العظمى. وكان يحارب من أجل قضيته الخاصة، حيث كان يحارب ضد المجموعة أحياناً (ويساعدهم أحياناُ أخرى)، مما أثار شكوك المجموعة فيه. وعندما أُفرج عن أديفاجوس، يُخطط لاستخدام سلاح قديم يُسمى «تارقارون» ليضحى بجميع البشرية بما فيهم نفسه. وذلك لأنه يكره البشرية التي أطلقت سراح أديفاجوس، وقتلت إلوسيفر بعد الحرب العظمى، الذي كان أقرب صديق له. وتواجهه المجموعة في نهاية اللعبة باعتباره الوحش الأخير. ويتمكن دوق من البقاء بعد المعركة، ومن ثم يُساعد في تدمير أديفاجوس.

## نسخة البلاي ستيشن 3 المحسنة
صدرت لعبة حكايات من فيسبريا كلعبة بلاي ستيشن 3 في 17 سبتمبر 2009،  مضافاً إليها محتوى وشعار جديدين. واعتباراً من 27 يناير 2010، أعلنت نامكو بانداي للألعاب عدم وجود 'أي خطط' لإصدار هذه النسخة خارج اليابان. ولكن ينبغي الإشارة إلى أن نامكو بانداي قد قالت نفس الشيء عند إصدار لعبة إترنال سوناتا ، ثم أصدرتها بعد ذلك بعدة أشهر. صدرت النسخة التجريبية من لعبة حكايات فيسبريا للـPS3 في 13 يوليو 2009 في السوق اليابانية.

### المحتوي الإضافي
تَحتوى نسخة البلاي ستيشن 3 على أداء صوتي كامل، وهو ما يُمثل ضعف السيناريو تقريباً، مقارنةً بالنسخة الأصلية. كما تضم اللعبة أيضاً عدداً من الشخصيات الجديدة مثل: فلين، وباتي فلور؛ بالإضافة إلى شخصيات لا يمكن اللعب بها مأخوذة من لعبة «حكايات فيسبريا: الهجمة الأولى». علاوةً على ذلك، يمكن اختيار ريبيدي، وفلين، وباتي على الشاشة في الألعاب الصغيرة الجديدة مثل: لعبة السباق، والأحداث الجانبية، والتمثيليات، والأسئلة الرئيسية والفرعية. وتضم اللعبة أغنيات، وبلدان، ومدن، وملاجيء جديدة. كما يظهر في اللعبة وحوش جدد مثل: الراقص بالسيوف المقتبس من ألعاب الحكايات السابقة، ودون وايتهورس، وكلينت، وتايسون، ونان.
وتمت إضافة عناصر جديدة مثل: مراحل أعلى تصل إلى ثماني مراحل، وآرتس غامضة جديدة بما في ذلك الآرت المزدوج الذي يستخدمه يوري وفلين؛ بالإضافة إلى فنون ومهارات ومعدات جديدة للشخصيات. كما تشمل اللعبة عنصر جديد يُسمى «فنون الكرة» الذي يسمح بإضافة ثمانى فنون مختلفة إلى العصا التناظرية، وبالتالي تشمل اللعبة 16 فن مختلف من فنون القتال. وتضم اللعبة أيضاً مجموعة واسعة من الأزياء مثل حجر الكاميو، وفقاً لشخصيات مقتبسة من حكايات سابقة؛ فضلاً عن الزي الخاص بالرقيب فروج. تم تزويد اللعبة بخاصية تخطى المشاهد، وفريق المُدرج الذي يُشارك في معارك جديدة، ويمتلك أساليب مختلفة في مرحلة المكافآت المُقتبسة من لعبة حكايات الهاوية. تتصل اللعبة أيضاً بألعاب البلاي ستيشن المحمولة.

## حكايات فيسبريا: الهجمة الأولى
حكايات فيسبريا: الهجمة الأولى هو الاسم الرسمي لفيلم الرسوم المتحركة المقتبس عن حكايات فيسبريا، وسيصدر الفيلم في اليابان في خريف عام 2009. وهو نفس الوقت الذي سيتصدر فيه نسخة البلاي ستيشن 3. وسيكون الفيلم مقدمة للعبة، حيث يظهر يوري لويل كفارس إمبراطوري.

## الاستقبال
منحت مجلة فامتسو لعبة حكايات فيسبريا 9/9/9/8 نقطة، ليصل المجموع إلى 35/40 نقطة. بينما منحت هاردكور جيمر اللعبة 4 من أصل 5 نقاط. وأشادت بجودة رسوم الشخصيات المتحركة. ومنح موقع جيم سبوت الإلكتروني اللعبة 8.5/10، مشيراً إلى أن "حكايات فيسبريا هي أفضل ألعاب هذه السلسلة حتى الآن."  وتم ترشيح اللعبة في موقع جيم سبوت "كأفضل قصة لعام 2008"  و"أفضل رسومات فنية" ، ولكنها لم تحصل على أيٍ منها. وعلى الرغم من انتقاد الصور البصرية في اللعبة واعتبارها متناقضة قليلاً، منح موقع آي جي إن اللعبة 8.2/10، مشيراً إلى أن "الرسوم المتحركة في لعبة حكايات فيسبريا تتميز بأسلوب ياباني قوي؛ بالإضافة إلى أن شخصياتها مُقْنِعَة ومُكثَّفة في الوقت الحقيقي للمعركة." وتم ترشيح اللعبة في الموقع لتحصل على جائزة "أفضل لعبة في الإكس بوكس 360 آر بي جي لعام 2008."  بينما منح إكس بلاي اللعبة 4 نقاط من أصل 5، مشيداً بشخصياتها ورسومها المتحركة. ورُشحت اللعبة للحصول على جائزة "أفضل لعبة لعام 2008". كما منحت تشارتس في جي لعبة "حكايات فيسبريا" جائزة أفضل لعبة لعام 2008".
ووفقاً لفامتسو، جائت لعبة فيسبريا في المركز الثاني والثمانين ضمن أفضل مئة لعبة في اليابان في عام 2008، حيث بيع منها 161,070 نسخة. أدَّى إصدار لعبة حكايات فيسبريا في اليابان إلى إنعاش مبيعات ألعاب الإكس بوكس 360 لأول مرة في اليابان.
وفي أمريكا الشمالية، بيع 33,000 نسخة من لعبة وحكايات من فيسبريا خلال 4 أيام بعد اصدارها في 26 أغسطس.
منحت فامتسو النسخة الجديدة من اللعبة للبلاي ستيشن (3) 9/9/9/8 نقطة، حيث وصل المجموع إلى 35/40 نقطة. حققت نسخة حكايات فيسبريا للبلاي ستيشن 3 مبيعات وصلت إلى 147,000 نسخة في يوم الافتتاح، وهو ما يقارب ضعف ما حققته ألعاب الإكس بوكس 360. حيث ببع 71,000 نسخة من ألعاب الإكس بوكس 360 في يوم الافتتاح، و140،000 نسخة خلال أسبوعين. وحققت حكايات من فيسبريا للبلاي ستيشن 3 مبيعات وصلت إلى 352.961 نسخة بحلول نهاية عام 2009، مما جعلها تحتل المركز الرابع والعشرين في اليابان عام 2009.

## وصلات خارجية
- الموقع الرسمي للإكس بوكس 360  اليابان
- الموقع الرسمي للإكس بوكس 360  الولايات المتحدة
- الموقع الرسمي للإكس بوكس 360  Europe
- الموقع الرسمي للإكس بوكس 360  اليابان
- تايلس أوف فيسبريا على موقع IMDb (الإنجليزية)
- صفحة عن حكايات فيسبريا
- حكايات فيسبريا في موقع اتحاد الحكايات
- دليل حكايات فيسبريا على الإنترنت